# Anglicyzmy w języku niemieckim
Anglicyzmy w języku niemieckim – zapożyczenia wyrazowe lub kalki leksykalne z języka angielskiego (odmiany brytyjskiej lub amerykańskiej) w języku niemieckim. Niektóre są zapożyczeniami pośrednimi z innych języków (np. z łaciny).

## Rys historyczny
Zapożyczenia angielskie pojawiły się w języku niemieckim dosyć późno. Rola anglicyzmów jako zapożyczeń z języka angielskiego wiąże się z rolą i znaczeniem języka angielskiego. Helmut Glück pisze: około roku 1700 prawie nigdzie w Niemczech nie używano języka angielskiego, tymczasem około roku 1800 prawie wszyscy w Niemczech uczą się języka angielskiego. Do roku 1950 język angielski zajął miejsce języka francuskiego w nauczaniu szkolnym.  Nie licząc sporadycznych zapożyczeń w okresie wcześniejszym systematyczny napływ anglicyzmów do języka niemieckiego nastąpił dopiero w połowie XVII wieku. Miało to związek z sytuacją polityczną: po obaleniu monarchii i przejęciu władzy na Wyspach Brytyjskich przez Cromwella jako lorda-protektora następuje wzrost potęgi politycznej i gospodarczej Anglii, a po zjednoczeniu ze Szkocją – Królestwa Wielkiej Brytanii. Rozbudowa floty wojennej, ekspansja kolonialna, rozwój brytyjskiego parlamentaryzmu miały wpływ na sytuację w innych krajach, też w Niemczech, również na płaszczyźnie językowej. Już przed rokiem 1720 słownictwo niemieckie wzbogaciło się o takie zapożyczenia z angielskiego jak: Jury, Parlament, Separatist, ale też: Flanell, Pudding, Rum.
Kulminacja napływu anglicyzmów do niemieckiej leksyki przypada na XIX wiek. Jest to związane z życiem społecznym, z rozwojem przemysłu, techniki, a przede wszystkim – w drugiej połowie XIX wieku – z powstaniem na Wyspach Brytyjskich sportu wyczynowego. Reguły poszczególnych dyscyplin sportowych i związana z nimi terminologia (m.in. jeździectwa, tenisa, piłki nożnej) przenoszone są do innych krajów, w tym do Niemiec. W XX wieku po pierwszej, a później po II wojnie światowej na fali wzrostu znaczenia politycznego, gospodarczego i kulturalnego Stanów Zjednoczonych przenika do niemczyzny słownictwo z tzw. American English (np. Boom, Teenager, Bikini). Masowy napływ anglicyzmów z różnych dziedzin nastąpił pod koniec XX wieku. Peter Eisenberg (za: Norbert Morciniec) przeanalizował na podstawie reprezentatywnego korpusu tekstów występowanie anglicyzmów w dziesięcioleciach 1905–1914 oraz 1995–2004 i stwierdził w tym drugim okresie co prawda dziesięciokrotny przyrost anglicyzmów w porównaniu z wcześniejszym okresem, jednak pod względem procentowym przyrost w zakresie przebadanych części mowy okazał się prawie identyczny. Ponadto większość (ponad 94%) nowego słownictwa pochodzenia angielskiego z przełomu XX i XXI wieku wykazuje bardzo niską frekwencję użycia. Przykłady 10 najczęściej występujących anglicyzmów rzeczownikowych w obydwu okresach:  
W okresie 1905–1914: Lord, Streik, Park, Club, Sir, Baby, Scheck, Miss, Gentleman, Dollar
W okresie 1995–2004: Dollar, Team, Londoner, Partner, Trainer, Internet, Konzern, Manager, Job, Computer.  

## Przykłady anglicyzmów (w kolejności chronologicznej)
Dla XVIII wieku Peter Eisenberg wyróżnia trzy typy anglicyzmów:
a. Typowe anglicyzmy: boxen, City, Clan, Farmer, Meeting, Sandwich, Schal, Ticket, Toast
b. Anglicyzmy, które są pośrednimi zapożyczeniami z łaciny, a więc do języka angielskiego trafiły z łaciny, a następnie przeszły z angielskiego do języka niemieckiego: Agitator, Barometer, positiv, Transfer, Ventilator
c. Kalki leksykalne, a więc dokładne odwzorowania (tłumaczenia) za pomocą niemieckiego materiału graficznego/fonologicznego wyrazów/wyrażeń angielskich: Blitzableiter (lighting-conductor), Freidenker (free-thinker), Hochverrat (high treason)
Inne anglicyzmy z XVIII wieku:
Ballade, Budget, Klub, Closett, Clan, Clown, Gentleman, Grog, Import, Opposition, Parlament, Park, Song, Spleen, Tandem, Toast, Trick
Dla XIX wieku są wymieniane takie oto przykłady (z uwzględnieniem zapożyczeń pośrednich z innych języków, głównie z łaciny):
Gospodarka, finanse: Pool, Trust, Scheck, Safe, Shop, Standard, Streik, Prolongation, Transaktion
Technika, komunikacja: Express, Kabine, Lift, Lokomotive, Start, Stewardess, Waggon, Tender, Tunnel, Viadukt
Polityka: Boykott, Imperialismus, international, Interview, konservativ, Partner, radikal, Reporter, Report, Rowdy, Show, Snobismus, Tabu, Verdikt
Kulinaria: Bowle, Coctail, Keks, Pudding, Roastbeef, Rumpsteak,  Sherry, Whisky
Ubiór i moda: Breeches, Frack, Pullover, Shorts
Sport: Baseball, Coach, Criquet, Cup, Derby, dribbeln, Fair play, Fight, fit, Goal, Half Time, Handikap, Knock-out, Match, Offside, Oldtimer, Outsider, Penalty, Referee, Rekord, Score, Shorts, Sparring, Sport, Sprint, Spurt, Steeplechase, Team, Tennis, Test, Trainer, trainieren, volley, Youngster.
XX wiek
Attraktion, Bluff, clever, Computer, Countdown, Crash, easy, Globetrotter, Level, live, mailen, Outsider, parken, Party, Play-off, Prosperity, Radio, recykeln, Reservation, Service, Sex-Appeal, Share, Society, Software, Sound, Spot,  stoppen, Technokratie, Thriller, Trend, trendy, Vamp, Vitamin, Weekend.
Z dziedziny sportu: Comeback, Cleverness, Crack, Cross, Doping, Fan, Finish, Game, Jogging, kicken, Play-off, Power, Promoter,  Snowboard, Speed, Teamwork, Tie-break, timen, Time-out, Winner

## Anglicyzmy wsłownikach zniemczających(od A do C)
Słownik Joachima Heinricha Campego z roku 1801 rejestruje m.in. następujące leksemy (w nawiasie proponowane przez Campego zniemczenia):
Boulingrin (Rasenplatz), Boy (Futtertuch), Budget (Brieftasche), Club (bez zniemczeń), Commodore (Befehlshaber), Crownglas (Kronenglas), Charter (Gnadenbrief).
Słownik Friedricha Erdmanna Petriego (1823, wyd. 4):
Beefsteaks (Rindfleisch), Bill (Recht, Vorschlag), boxen (faustkämpfen), Boxer, Boy (Tuch), Budjet (Staats-Cassenberechnung), Club (Verein oder geschlossene Gesellschaft, deren Mitglieder Clubbisten … genannt werden), Coaks (entgaste oder pechfreie Kohle).
W wydaniu 42 (Petri 1929 rok) znajdujemy m.in. anglicyzmy z następujących dziedzin: Gospodarka, handel; Życie społeczne, prawo; Życie codzienne, Osoby, Gastronomia, Słownictwo morskie, Sport i gry, Tkaniny, ubranie; Transport, komunikacja. Na przykład:
Gospodarka, handel: Bargain, Barrel, Barometer, board of trade, Bookmaker, Boom, Cash, Clay, Cloth, compound, Concern, Corner
Życie społeczne, prawo: B.A. Bachelor of Arts, Blue Stocking, bluffen, Boykott, Chairman, Chamberlain, Chancellor, Chapel, Charity-school, Check, Cheer, Church, Clan, Closet, Copyright, Council, County (Grafschaft), Court (Gerichtshof), Custom (Gewohnheit, Zoll)
Duża ilość anglicyzmów znajduje się w zniemczających słownikach dotyczących sportu. Robert von Fichard z roku 1915 zawiera ogólne słownictwo sportowe, m.in.: Coach, Cup, match, Player, Winner. Oprócz tego znajduje się tu słownictwo do poszczególnych dyscyplin sportowych, por. Piłka nożna: Backs, Corner, Drawn, Foul, Free-kick, Goal, Goal-keeper, Half-time, to kick, Kick-off (Anstoß), Linesman (Linienrichter), Off-side, Penalty-kick, Referee, score, to shoot.
Część tych anglicyzmów ze słowników zapożyczeń jest używana do dziś, niektóre natomiast zostały skutecznie zastąpione przez wyrazy rodzime.

## Rodzaje anglicyzmów
Oprócz typowych zapożyczeń leksykalnych mamy do czynienia z kalkami leksykalnymi (Lehnübersetzungen), a więc konstrukcjami, które są odwzorowaniem wyrazów/wyrażeń angielskich, np.:
Außenseiter (outsider), Geburtenkontrolle (birth control), Gehirnwäsche (brain washing), Gipfelkonferenz (summit conference), Lebensqualität (quality of life), Leitartikel (leading article), Selbstbedienung (self service), Sternenkrieg (Star Wars), Taschenbuch (pocket book), Volkslied (popular song), Wochenende (weekend).
Kalkowane są całe zwroty (Lehnwendungen), np.:
jdm. grünes Licht geben (to give somebody the green light), eine gute Presse haben (to have a good press), das macht keinen Unterschied (that does not make any difference), friedliche Koexistenz (paceful coexistence), schweigende Mehrheit (silent majority).
Zapożyczenia słowotwórcze (Fremdwortbildungen, Lehnwortbildungen) to konstrukcje hybrydyczne, wyrazy składające się z elementu rodzimego i zapożyczonego z angielskiego. Takie wyrazy nie zostały w całości zapożyczone z języka angielskiego, ale angielskie wyrazy/morfemy (tutaj: computer, software, klick, mail) posłużyły do utworzenia nowych wyrazów, złożeń: Kleincomputer, Computernetz i derywatów: anklicken, mailen.  
Do neosemantyzmów (Lehnbedeutungen) (przejęcie z angielskiego znaczenia przy zachowaniu formy niemieckiej) należy np. Maus w znaczeniu „przyrząd komputerowy, myszka”.
Nie są zapożyczeniami mimo angielskiej formy wyrazy takie jak Handy (ang. mobil phone), Smoking (ang. dinner jacket), nie ma bowiem w języku angielskim analogicznych form.

## Neopuryzm
Napływ anglicyzmów pod koniec XX i w XXI wieku wywołuje sprzeciw w niektórych środowiskach. Mówi się o niedopuszczalnym mieszaniu języków (Denglisch), o upadku języka niemieckiego. Krytykę anglicyzmów spotykamy w prywatnych stowarzyszeniach językowych, głównie w Stowarzyszeniu Języka Niemieckiego (Verein Deutsche Sprache). Powstały słowniki zniemczające z anglicyzmami jako hasłami.
Jednak większość językoznawców nie zgadza się z krytyką, uważając, że mamy do czynienia z naturalnym zjawiskiem i nie stwierdzając zagrożenia dla kondycji języka niemieckiego.